# Parada rezerwistów
Parada rezerwistów – film fabularny z 1934 roku. Kopia się nie zachowała, zachował się jedynie zwiastun.

## Obsada
- Tola Mankiewiczówna - dyrygentka
- Adolf Dymsza - szef zakładu, strzelec wyborowy
- Władysław Walter - kelner, kapral
- Stanisław Sielański - kelner, starszy strzelec
- Józef Kondrat – szeregowy
- Jerzy Kobusz - żołnierz